# Compuesto de organozinc

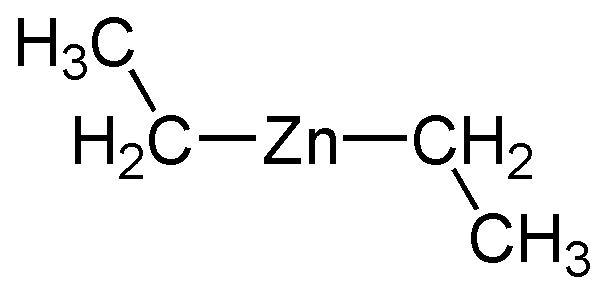
Estructura de la molécula de dietilcinc, el primer compuesto de organozinc sintetizado (Edward Frankland, 1849)

Los compuestos de organocinc son compuestos químicos que contienen enlaces químicos entre átomos de carbono y de cinc. La química de organocinc es la rama de la química orgánica que estudia los compuestos de organocinc describiendo sus propiedades físicas, métodos de síntesis y reacciones químicas
El compuesto de organocinc preparado por primera vez, dietilcinc, (por Edward Frankland en 1849), fue también el primer compuesto descubierto con un enlace sigma metal-carbono. Muchos compuestos de organocinc son pirofóricos y por lo tanto difíciles de manejar. 
Los compuestos de organocinc en general son sensibles a la oxidación, se disuelven en una amplia variedad de disolventes aunque los disolventes ácidos causan su descomposición. Muchas de las reacciones son preparadas in situ, sin aislar los compuestos ni reacciones adicionales. Todas las reacciones requieren una capa de gas protector (nitrógeno o argón).

## Clases de compuestos de organocinc
El estado de oxidación más común del átomo de cinc es 2. Las tres clases principales de compuestos de organocinc son:
- Haluros de organocinc R-Zn-X donde X es un átomo halógeno y R es un radical orgánico,
- Compuestos de diorganocinc R-Zn-R donde R es un grupo alquilo o arilo, y
- cincatos de litio o cincatos de magnesio M+R3Zn-, siendo M un átomo de litio o magnesio.

El enlace carbono-cinc está polarizado hacia el carbono debido a las diferencias en la electronegatividad (carbono: 2,55 y cinc: 1,65). Los compuestos de diorganocinc son siempre monoméricos, los haluros de organocinc forman agregados mediante puentes de halógeno muy similares a los reactivos de Grignard, y también como ellos muestran un equilibrio de Schlenk.

## Síntesis
Existen varios métodos generales para la obtención de compuestos de organocinc.
- Adición oxidativa. La síntesis del dietilcinc original de Frankland fue una adición oxidativa de yodoetano a cinc metálico con gas hidrógeno como capa "protectora" (esta reacción se denomina síntesis de Frankland). La reactividad del metal cinc es mayor en el llamados cinc Rieke obtenidos por reducción de cloruro de cinc con potasio metálico.

2RI + 2Zn → ZnR2 + ZnI2
- Sustitución halógeno-cinc. Dos de las principales reacciones de intercambio halógeno-cinc son la sustitución de yodo por cinc y la sustitución de boro por cinc. El primer paso en el segundo procedimiento es la hidroboración de un alqueno:

- Transmetalación. En un transmetalación típica, el difenilmercurio reacciona con el cinc metal para dar difenilcinc y mercurio metálico en éter dietílico. Desafortunadamente, la reacción es lenta, y tarda unas dos semanas.[5]
- Los compuestos de organocinc pueden ser obtenidos directamente a partir de cinc metal:[6][7]

En este método, el cinc se activa por la acción del 1,2-dibromoetano y el cloruro de trimetilsililo. Un ingrediente clave es el cloruro de litio, que rápidamente forma un aducto soluble con el compuesto de organocinc, eliminándolo de la superficie del metal.

## Reacciones
En muchas de sus reacciones, los compuestos de organocinc aparecen como intermediarios.
- En la reacción de Frankland-Duppa (1863) un éster oxalato (ROCOCOOR) reacciona con un haluro de alquilo R'X, cinc y ácido clorhídrico para dar α-hidroxiésteres RR'COHCOOR[8]
- En la reacción de Reformatskii se convierten α-halo-ésteres y aldehídos en β-hidroxi-ésteres también a través de un haluro de organocinc intermedio.
- En la reacción de Simmons-Smith, el carbenoide yoduro de (yodometil)cinc reacciona con alquenos para dar ciclopropanos.
- Reacciones de acetiluros metálicos de cinc
- Reacción de adición de compuestos de organocinc a compuestos carbonilo. La reacción de Barbier (1899) es el equivalente (con cinc en lugar de magnesio) en la reacción de Grignard y, de hecho,la más antigua y la más tolerante de las dos. En presencia de algo de agua, la formación del haluro de organomagnesio fallará mientras que puede tener lugar la reacción de Barbier incluso en agua. En el lado negativo los compuestos de organocinc son mucho menos nucleofílicos que los de Grignard. Entre los elementos del grupo 12, el cinc es el más reactivo. Los compuestos de diorganocinc disponibles comercialmente son dimetilcinc, dietilcinc y difenilcinc. Estos reactivos son caros y difíciles de manejar. En un estudio,[9][10] el compuesto activo de organocinc se obtiene a partir de precursores de organobromo mucho más baratos:

- El acoplamiento de Negishi es una reacción importante para la formación de nuevos enlaces carbono-carbono entre los átomos de carbono insaturados en alquenos, alquinos y arenos. Los catalizadores son níquel y paladio. Un paso clave en el ciclo catalítico es una transmetalación en el que un haluro de cinc intercambia su sustituyente orgánico por otro halógeno con el centro de metal paladio (níquel). El acoplamiento de Fukuyama es otra reacción de acoplamiento, pero éste con un tioéster como reactivo para formar una cetona.

## Organocincatos
En 1858 un ayudante de Frankland, James Alfred Wanklyn, descubrió el primer complejo ato de organocinc (organocincato) y se refería a la reacción de sodio elemental con dietilcinc:
2Na + 3 Et2Zn -> 2Et3Zn-Na+ + Zn
En 2007 se informó de que al ajustar las condiciones de la reacción, el cincato seguía reaccionando para dar hidruroetilcincato (II) de sodio (con átomos de hidrógeno como ligandos puente) como resultado de la eliminación de hidruro en posición beta de uno de los grupos etilo:

## Compuestos de organocinc (I)
También se conocen compuestos de organocinc con valencia baja (I, en vez del habitual número de oxidación, II) que poseen un enlace Zn-Zn. El primero de estos compuestos, Decametildicincoceno fue sintetizado en 2004.

## Enlaces químicos del carbono con el resto de átomos
| CH  |     |     |     |     |     |     |     |     |     |     |     |     |     |     |     |     |     | He  |
| CLi | CBe |     |     |     |     |     |     |     |     |     |     | CB  | CC  | CN  | CO  | CO  | CF  | Ne  |
| CNa | CMg |     |     |     |     |     |     |     |     |     |     | CAl | CSi | CP  | CS  | CS  | CCl | CAr |
| CK  | CCa | CSc | CTi | CV  | CCr | CMn | CFe | CCo | CNi | CCu | CZn | CGa | CGe | CAs | CSe | CSe | CBr | CKr |
| CRb | CSr | CY  | CZr | CNb | CMo | CTc | CRu | CRh | CPd | CAg | CCd | CIn | CSn | CSb | CTe | CTe | CI  | CXe |
| CCs | CBa |     | CHf | CTa | CW  | CRe | COs | CIr | CPt | CAu | CHg | CTl | CPb | CBi | CPo | CPo | CAt | Rn  |
| Fr  | CRa | Rf  | Db  | CSg | Bh  | Hs  | Mt  | Ds  | Rg  | Cn  | Nh  | Fl  | Mc  | Lv  | Lv  | Ts  | Og  |     |
|     |     | ↓   |     |     |     |     |     |     |     |     |     |     |     |     |     |     |     |     |
|     |     | CLa | CCe | CPr | CNd | CPm | CSm | CEu | CGd | CTb | CDy | CHo | CEr | CTm | CYb | CYb | CLu |     |
|     |     | Ac  | CTh | CPa | CU  | CNp | CPu | CAm | CCm | CBk | CCf | CEs | Fm  | Md  | No  | No  | Lr  |     |

| Química orgánica básica.                        | Muchos usos en Química.           |
| Investigación académica, pero no un amplio uso. | Enlace desconocido / no evaluado. |